# 北京动车段
39°47′52.53″N 116°17′5.13″E / 39.7979250°N 116.2847583°E

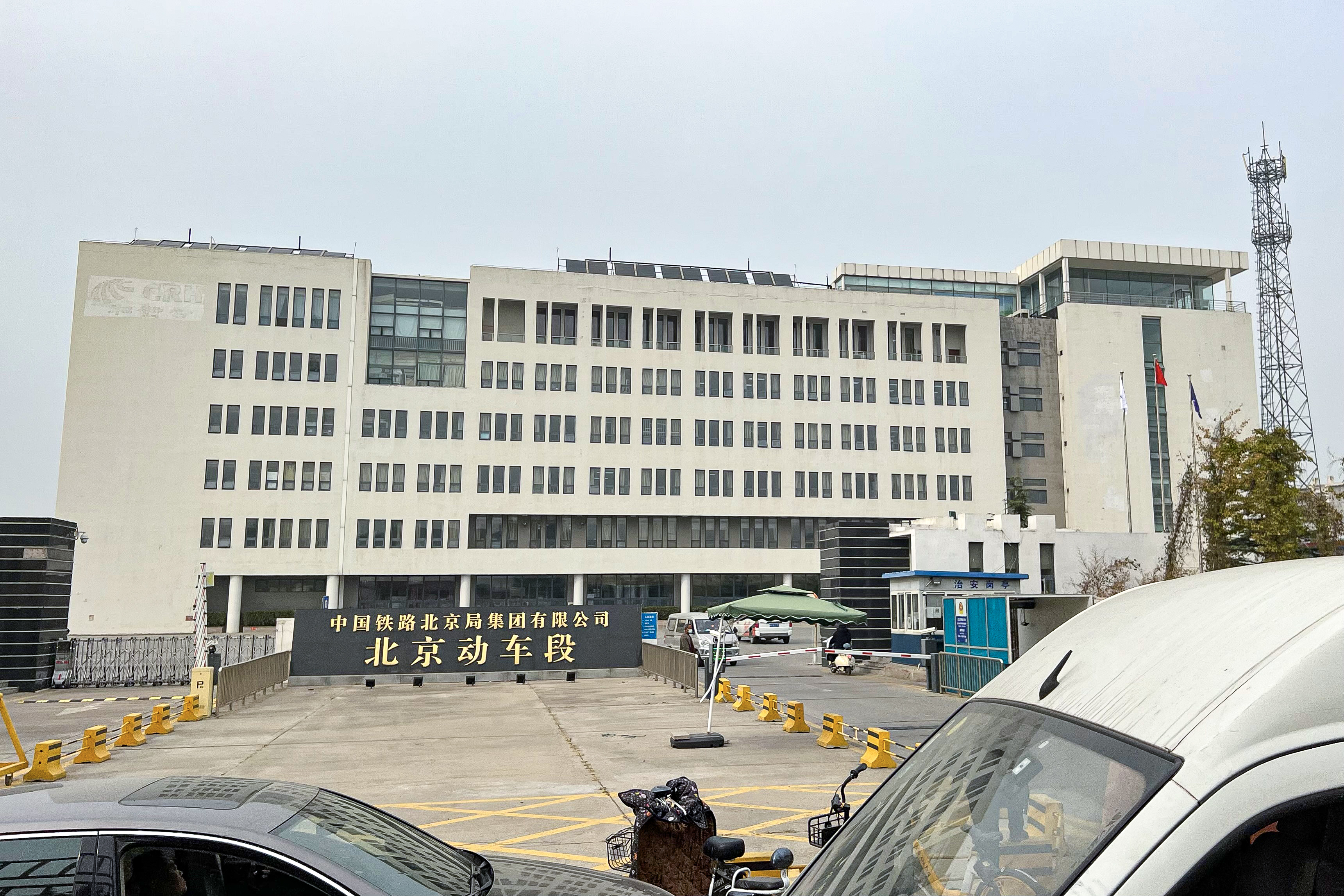
北京动车段机关办公楼

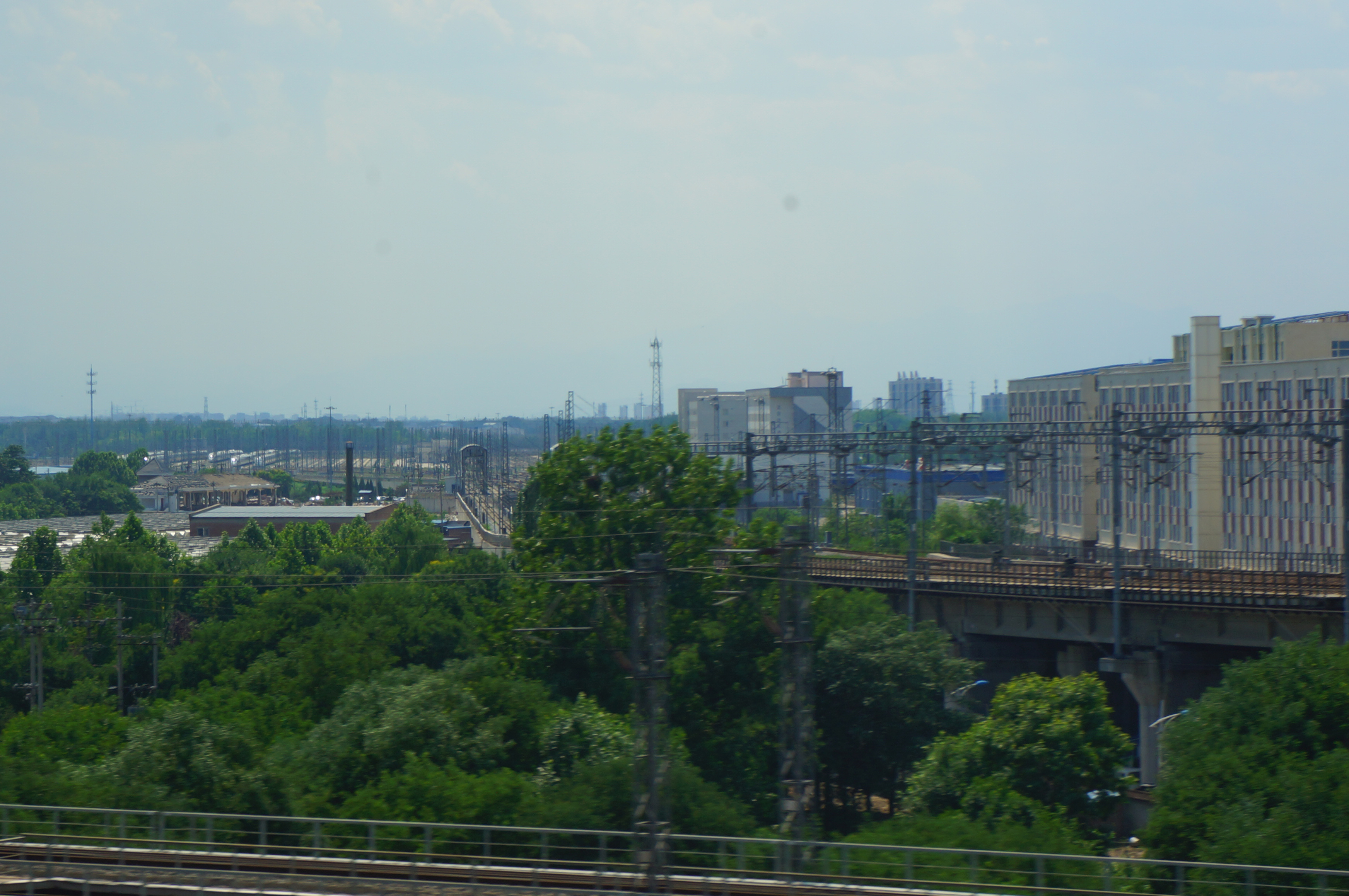
从京沪高铁上看北京动车段及其出库线

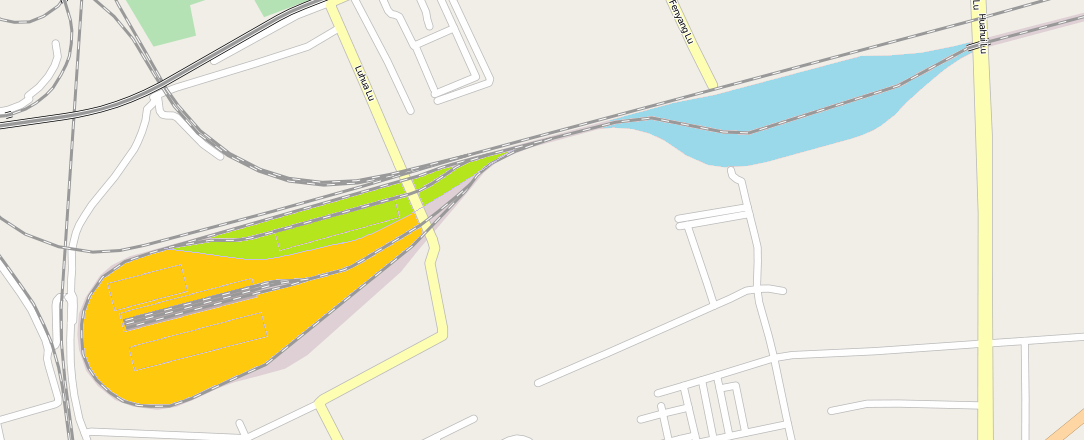
北京动车段布置示意图：蓝色为第一存车场，绿色为第二存车场，黄色为检修场。

北京动车段位于北京市市区西南部，南五环内，紧邻丰双铁路南侧，跨丰台区和大兴区两个市辖区，是中国大陆四大动车组检修基地之一。北京动车段占地1800亩，包括两个存车场和一个检修场，设有存车线51条（远期70条），检查和检修线16列位（远期24列位），承担京津城际铁路、京哈高速铁路全部动车组检修、京沪高速铁路、京广高速铁路配置在北京的动车组的运用和检修以及京沪高速铁路派驻天津和济南动车组的较高修程检修任务。北京动车段工程由铁道第三勘察设计院有限公司设计，北京铁路局建设，于2007年8月开工，一期工程于2008年12月底竣工投入使用，全部工程于2009年12月28日建成并投入使用。
北京动车段场地原为渣土和垃圾填埋场，通过在高密度桩基来保证地基稳固。桩基分为载体桩和渣土桩：载体桩为混凝土桩，直接受力；而渣土桩则解决地基不理想的问题，传递荷载。这一技术不但解决了渣土无法用作地基的问题，同时也将建筑垃圾再利用，减少了建筑垃圾运输量。北京动车段工程共打入载体桩9,700根，渣土桩13.7万根，总长度超过1,900千米。另外该场地的一部分原为东方时尚驾校的校区用地，2007年6月在被政府部门通知征用后随即开展搬迁工作。
北京动车段通过走行线（三线，分别是京津城际铁路动车走行线单线和京沪高速铁路动车走行线双线）与北京南站相连，线路从北京南站西咽喉引出，同京沪高速铁路高架并行一段后在京九铁路白盆窑线路所南侧转向西接入动车段。走行线于2009年12月28日开通。

## 下辖动车所
北京动车段下辖以下动车运用所：
- 北京南动车运用所（位于北京动车段机关本部）
- 北京西动车运用所（位于丰台区靛厂新村北京车辆段南侧）
- 北京北动车运用所（位于昌平区原京包铁路28K线路所一带）
- 北京朝阳动车运用所（位于朝阳区环铁东部）
- 北京动车运用所（位于朝阳区双花园北京车辆段北侧）
- 丰台动车运用所（位于丰台区西信号线路所附近）
- 雄安动车运用所（位于保定市雄县雄州镇）
- 石家庄动车运用所（位于石家庄市鹿泉区寺家庄镇）